# Droglowice
Droglowice (deutsch Drogelwitz) ist ein Ort in der Landgemeinde Pęcław im Powiat Głogowski der Woiwodschaft Niederschlesien in Polen

## Geschichte
Das Dorf zählte 1910 insgesamt 120 Einwohner, 1939 waren es 330. Seit 1945 gehört es zu Polen, die meisten deutschsprachigen Einwohner wurden nach Deutschland vertrieben.

## Sehenswürdigkeiten
Denkmalgeschützte Sehenswürdigkeit des Ortes ist die Schlossanlage von Anfang des 19. Jahrhunderts, gebaut wahrscheinlich für die Familie von Kottwitz, sie ist heute eine Ruine. Dazu gehören Park und Speichergebäude.